# Julio Chana Alave
Julio Julián Chana Alave es un abogado y político peruano. Fue alcalde del distrito de Ácora entre 2003 y 2006.
Nació en Ácora, Perú, el 30 de septiembre de 1967. Cursó sus estudios primarios en su localidad natal y los secundarios en la ciudad de Ilo. Entre 1991 y 1996 cursó estudios superiores de derecho en la Universidad Privada de Tacna.
Su primera participación política se dio en las elecciones municipales del 2002 en las que fue elegido como Alcalde distrital de Ácora. En las elecciones regionales del 2010 como candidato a presidente del Gobierno Regional de Puno por el Movimiento Nueva Izquierda sin éxito. En las elecciones generales del 2011 tentó su elección como congresista por Puno sin obtener la representación. Tentó nuevamente su elección como presidente regional de Puno en las elecciones regionales del 2014 sin obtener la representación.
Luego de su gestión como alcalde del distrito de Ácora fue condenado por el delito de incumplimiento de deberes funcionales.